# Пекос (окръг, Тексас)
Окръг Пекос (на английски: Pecos County) е окръг в щата Тексас, Съединени американски щати. Площта му е 12 341 km², а населението - 16 809 души (2000). Административен център е град Форт Стоктън.